# Golden Globe Awards 2020

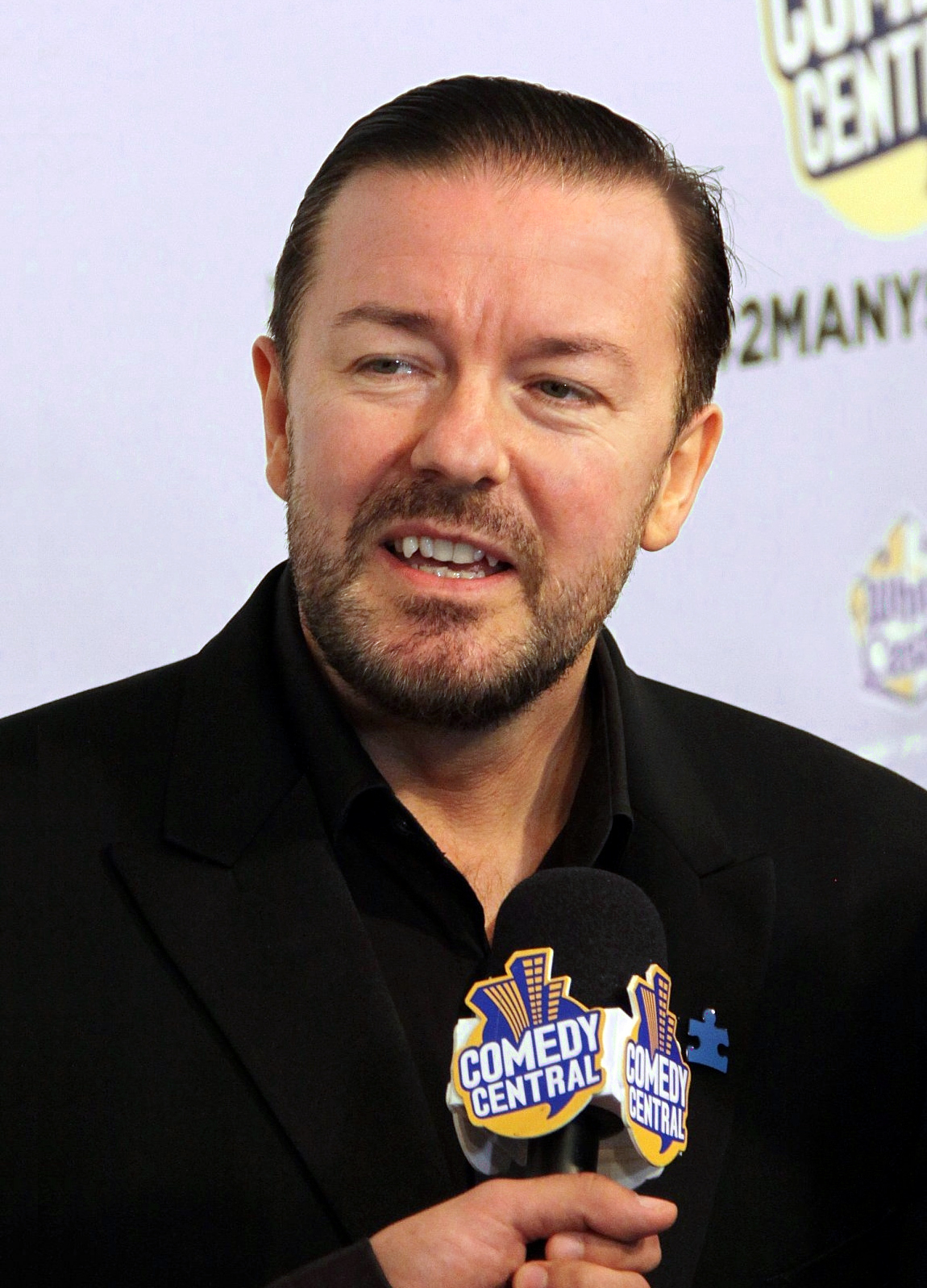
Ricky Gervais, Gastgeber der 77. Golden Globe Awards

Die 77. Verleihung der Golden Globe Awards (englisch 77th Golden Globe Awards) fand am 5. Januar 2020 im Beverly Hilton Hotel in Beverly Hills statt.
Die Mitglieder der Hollywood Foreign Press Association (HFPA) zeichneten dabei die aus ihrer Sicht besten amerikanischen und ausländischen Film- und Fernsehproduktionen sowie Künstler des Vorjahres aus, die im Rahmen eines Galadinners geehrt werden. Moderator der Verleihung, die in den USA live von NBC ausgestrahlt wurde, war zum fünften Mal nach 2010, 2011, 2012 und 2016 Ricky Gervais. Er griff unter anderem den Weinstein-Skandal, die angebliche Heuchelei von Schauspielern und einzelnen Filmproduktionsgesellschaften bzgl. deren Berufsethik, die damit verbundene angebliche Realitätsferne der Anwesenden und den Umbruch vom Kino hin zum Streaming auf und äußerte Epstein didn’t kill himself.
Die Nominierungen wurden am 9. Dezember 2019 von Tim Allen, Dakota Fanning und Susan Kelechi Watson bekanntgegeben.
Gewinner des Abends wurde Quentin Tarantinos 1960er-Jahre-Komödie Once Upon a Time in Hollywood, die in den Kategorien Bester Film – Komödie oder Musical, Bester Nebendarsteller (Brad Pitt) und Bestes Drehbuch ausgezeichnet wurde. Sam Mendes’ Kriegsdrama 1917 wurde in den Kategorien Bester Film – Drama und Beste Regie ausgezeichnet. Ebenfalls mit zwei Preisen bedacht wurden das Musicalbiopic Rocketman, in den Kategorien Bester Hauptdarsteller – Komödie oder Musical (Taron Egerton) und Bester Filmsong, sowie Todd Phillips’ Comicverfilmung Joker, die in den Kategorien Bester Hauptdarsteller – Drama (Joaquin Phoenix) und Beste Filmmusik ausgezeichnet wurde. Das Scheidungsdrama Marriage Story, Bong Joon-hos südkoreanischer Beitrag Parasite und die Drama-Komödie The Farewell wurden mit jeweils einem Preis ausgezeichnet. Beste Hauptdarstellerin in der Kategorie Drama wurde Renée Zellweger für ihre Darstellung der Judy Garland in der Filmbiografie Judy, als bester Animationsfilm wurde Mister Link – Ein fellig verrücktes Abenteuer ausgezeichnet.
Im Vorfeld als Gewinner fest standen Tom Hanks, dem der Cecil B. DeMille Award für das Lebenswerk zuerkannt wurde, sowie Ellen DeGeneres, die den Carol Burnett Award erhielt. Zu Golden-Globe-Botschaftern wurden die Söhne des irischen Schauspielers Pierce Brosnan, Paris und Dylan Brosnan, ernannt.

## Preisträger und Nominierte im Bereich Film
| Film                                | N | A |
| ----------------------------------- | - | - |
| Marriage Story                      | 6 | 1 |
| The Irishman                        | 5 | 0 |
| Once Upon a Time in Hollywood       | 5 | 3 |
| Joker                               | 4 | 2 |
| Die zwei Päpste                     | 4 | 0 |
| 1917                                | 3 | 2 |
| Knives Out – Mord ist Familiensache | 3 | 0 |
| Parasite                            | 3 | 1 |
| Rocketman                           | 3 | 2 |
| Bombshell – Das Ende des Schweigens | 2 | 0 |
| Dolemite Is My Name                 | 2 | 0 |
| Die Eiskönigin II                   | 2 | 0 |
| The Farewell                        | 2 | 1 |
| Harriet                             | 2 | 0 |
| Jojo Rabbit                         | 2 | 0 |
| Der König der Löwen                 | 2 | 0 |
| Leid und Herrlichkeit               | 2 | 0 |
| Little Women                        | 2 | 0 |

### Bester Film – Drama
präsentiert von Sandra Bullock
1917 – Regie: Sam Mendes
- The Irishman – Regie: Martin Scorsese
- Joker – Regie: Todd Phillips
- Marriage Story – Regie: Noah Baumbach
- Die zwei Päpste (The Two Popes) – Regie: Fernando Meirelles

### Bester Film – Komödie/Musical
präsentiert von Pierce Brosnan und Will Ferrell
Once Upon a Time in Hollywood – Regie: Quentin Tarantino
- Dolemite Is My Name – Regie: Craig Brewer
- Jojo Rabbit – Regie: Taika Waititi
- Knives Out – Mord ist Familiensache (Knives Out) – Regie: Rian Johnson
- Rocketman – Regie: Dexter Fletcher

### Beste Regie
präsentiert von Helen Mirren und Antonio Banderas
Sam Mendes – 1917
- Bong Joon-ho – Parasite
- Todd Phillips – Joker
- Martin Scorsese – The Irishman
- Quentin Tarantino – Once Upon a Time in Hollywood

### Bester Hauptdarsteller – Drama
präsentiert von Glenn Close
Joaquin Phoenix – Joker
- Christian Bale – Le Mans 66 – Gegen jede Chance (Ford v. Ferrari)
- Antonio Banderas – Leid und Herrlichkeit (Dolor y gloria)
- Adam Driver – Marriage Story
- Jonathan Pryce – Die zwei Päpste (The Two Popes)

### Beste Hauptdarstellerin – Drama
präsentiert von Rami Malek
Renée Zellweger – Judy
- Cynthia Erivo – Harriet
- Scarlett Johansson – Marriage Story
- Saoirse Ronan – Little Women
- Charlize Theron – Bombshell – Das Ende des Schweigens (Bombshell)

### Bester Hauptdarsteller – Komödie/Musical
präsentiert von Scarlett Johansson und Chris Evans
Taron Egerton – Rocketman
- Daniel Craig – Knives Out – Mord ist Familiensache (Knives Out)
- Roman Griffin Davis – Jojo Rabbit
- Leonardo DiCaprio – Once Upon a Time in Hollywood
- Eddie Murphy – Dolemite Is My Name

### Beste Hauptdarstellerin – Komödie/Musical
präsentiert von Scarlett Johansson und Chris Evans
Awkwafina – The Farewell
- Ana de Armas – Knives Out – Mord ist Familiensache (Knives Out)
- Cate Blanchett – Bernadette (Where’d You Go, Bernadette?)
- Beanie Feldstein – Booksmart
- Emma Thompson – Late Night

### Bester Nebendarsteller
präsentiert von Paul Rudd und Jennifer Lopez
Brad Pitt – Once Upon a Time in Hollywood
- Tom Hanks – Der wunderbare Mr. Rogers (A Beautiful Day in the Neighborhood)
- Anthony Hopkins – Die zwei Päpste (The Two Popes)
- Al Pacino – The Irishman
- Joe Pesci – The Irishman

### Beste Nebendarstellerin
präsentiert von Gwyneth Paltrow
Laura Dern – Marriage Story
- Kathy Bates – Der Fall Richard Jewell (Richard Jewell)
- Annette Bening – The Report
- Jennifer Lopez – Hustlers
- Margot Robbie – Bombshell – Das Ende des Schweigens (Bombshell)

### Bestes Drehbuch
präsentiert von Ewan McGregor und Margot Robbie
Quentin Tarantino – Once Upon a Time in Hollywood
- Noah Baumbach – Marriage Story
- Bong Joon-ho und Han Jin-won – Parasite
- Anthony McCarten – Die zwei Päpste (The Two Popes)
- Steven Zaillian – The Irishman

### Beste Filmmusik
präsentiert von Paul Rudd und Jennifer Lopez
Hildur Guðnadóttir – Joker
- Alexandre Desplat – Little Women
- Randy Newman – Marriage Story
- Thomas Newman – 1917
- Daniel Pemberton – Motherless Brooklyn

### Bester Filmsong
präsentiert von Ansel Elgort und Dakota Fanning
 (I’m Gonna) Love Me Again aus Rocketman – Elton John
- Beautiful Ghosts aus Cats – Taylor Swift und Andrew Lloyd Webber
- Into the Unknown aus Die Eiskönigin II (Frozen II) – Kristen Anderson-Lopez und Robert Lopez
- Spirit aus Der König der Löwen (The Lion King) – Beyoncé
- Stand Up aus Harriet – Cynthia Erivo

### Bester Animationsfilm
präsentiert von Amy Poehler und Taylor Swift
Mister Link – Ein fellig verrücktes Abenteuer (Missing Link) 
- Drachenzähmen leicht gemacht 3: Die geheime Welt (How to Train Your Dragon: The Hidden World)
- Die Eiskönigin II (Frozen II)
- Der König der Löwen (The Lion King)
- A Toy Story: Alles hört auf kein Kommando (Toy Story 4)

### Bester fremdsprachiger Film
präsentiert von Kit Harington und Sienna Miller
Parasite (기생충, Gisaengchung), Südkorea – Regie: Bong Joon-ho
- The Farewell, USA, China – Regie: Lulu Wang
- Leid und Herrlichkeit (Dolor y gloria), Spanien – Regie: Pedro Almodóvar
- Porträt einer jungen Frau in Flammen (Portrait de la jeune fille en feu), Frankreich – Regie: Céline Sciamma
- Die Wütenden – Les Misérables (Les Misérables), Frankreich – Regie: Ladj Ly

## Preisträger und Nominierte im Bereich Fernsehen
| Serie/Film                | N | A |
| ------------------------- | - | - |
| Chernobyl                 | 4 | 2 |
| The Crown                 | 4 | 1 |
| Unbelievable              | 4 | 0 |
| Barry                     | 3 | 0 |
| Big Little Lies           | 3 | 0 |
| Fleabag                   | 3 | 2 |
| The Morning Show          | 3 | 0 |
| The Kominsky Method       | 3 | 0 |
| Succession                | 3 | 2 |
| Fosse/Verdon              | 3 | 1 |
| The Act                   | 2 | 1 |
| Catch 22                  | 2 | 0 |
| Killing Eve               | 2 | 0 |
| The Loudest Voice         | 2 | 1 |
| The Marvelous Mrs. Maisel | 2 | 0 |
| The Politician            | 2 | 0 |

### Beste Serie – Drama
Succession
- Big Little Lies
- The Crown
- Killing Eve
- The Morning Show

### Bester Serien-Hauptdarsteller – Drama
Brian Cox – Succession
- Kit Harington – Game of Thrones
- Rami Malek – Mr. Robot
- Tobias Menzies – The Crown
- Billy Porter – Pose

### Beste Serien-Hauptdarstellerin – Drama
Olivia Colman – The Crown
- Jennifer Aniston – The Morning Show
- Jodie Comer – Killing Eve
- Nicole Kidman – Big Little Lies
- Reese Witherspoon – The Morning Show

### Beste Serie – Komödie/Musical
Fleabag
- Barry
- The Kominsky Method
- The Marvelous Mrs. Maisel
- The Politician

### Bester Serien-Hauptdarsteller – Komödie/Musical
Ramy Youssef – Ramy
- Michael Douglas – The Kominsky Method
- Bill Hader – Barry
- Ben Platt – The Politician
- Paul Rudd – Living With Yourself

### Beste Serien-Hauptdarstellerin – Komödie/Musical
Phoebe Waller-Bridge – Fleabag
- Christina Applegate – Dead to Me
- Rachel Brosnahan – The Marvelous Mrs. Maisel
- Kirsten Dunst – On Becoming a God in Central Florida
- Natasha Lyonne – Matrjoschka (Russian Doll)

### Beste Miniserie oder Fernsehfilm
Chernobyl
- Catch 22
- Fosse/Verdon
- The Loudest Voice
- Unbelievable

### Bester Hauptdarsteller – Miniserie oder Fernsehfilm
Russell Crowe – The Loudest Voice
- Christopher Abbott – Catch 22
- Sacha Baron Cohen – The Spy
- Jared Harris – Chernobyl
- Sam Rockwell – Fosse/Verdon

### Beste Hauptdarstellerin – Miniserie oder Fernsehfilm
Michelle Williams – Fosse/Verdon
- Kaitlyn Dever – Unbelievable
- Joey King – The Act
- Helen Mirren – Catherine the Great
- Merritt Wever – Unbelievable

### Bester Nebendarsteller – Serie, Miniserie oder Fernsehfilm
Stellan Skarsgård – Chernobyl
- Alan Arkin – The Kominsky Method
- Kieran Culkin – Succession
- Andrew Scott – Fleabag
- Henry Winkler – Barry

### Beste Nebendarstellerin – Serie, Miniserie oder Fernsehfilm
Patricia Arquette – The Act
- Helena Bonham Carter – The Crown
- Toni Collette – Unbelievable
- Meryl Streep – Big Little Lies
- Emily Watson – Chernobyl

## Ehrenpreise für ein Lebenswerk
- Cecil B. deMille Award: Tom Hanks[6][8]
- Carol Burnett Award: Ellen DeGeneres[7][8]

## Golden-Globe-Botschafter
- Paris und Dylan Brosnan, Söhne des irischen Schauspielers Pierce Brosnan[9][10]